# Anders Montan

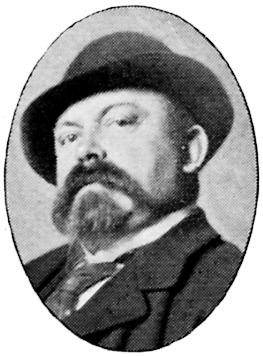
Anders Montan

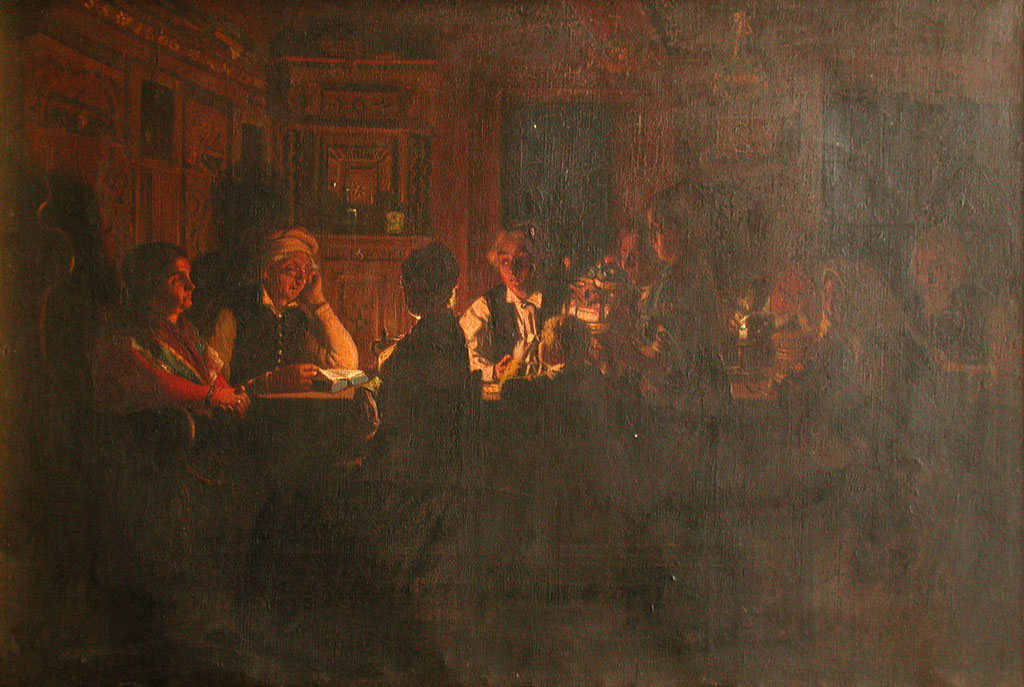
Husförhör (1879), målad av Anders Montan

Anders Montan, född 1845 i Bröddarp på Söderslätt utanför Malmö, död 1917 i Düsseldorf, var en svensk konstnär. Han var en av de sista düsseldorfmålarna. Hans bilder var ofta genretavlor och interiörer i dunkla färger med eldskenseffekter.
Anders Montan studerade vid  Konstakademien i Köpenhamn, sedan vid Konstakademien i Stockholm och slutligen i Düsseldorf 1878. Han förblev bosatt i Düsseldorf till sin död, upptagen med beställningar bland annat från Kruppföretaget. Montan är representerad vid bland annat Länsmuseet Gävleborg.